# Хермес Трисмегист
Хермес Трисмегист (од стгрч. Ἑρμῆς ὁ Τρισμέγιστος, у преводу Хермес трипут највећи; лат. Mercurius ter Maximus, у преводу Меркур [или жива] трипут највећи) легендарна хеленистичка фигура која је настала као синкретичка комбинација грчког бога Хермеса и египатског бога Теута. Претпостављен је као аутор „Херметике”, разноврсне серије древних и средњовековних псеудоепиграфских текстова који леже у основи различитих филозофских система познатих као херметизам.
Мудрост која се приписује овом древном божанству комбинује знање и материјалног и духовног света, што је приписиваним радовима придавало велики значај међу онима који су се интересовали за међусобну везу материјалног и божанског. У првим вековима после Христа приписан му је већи број херметичких списа који су сматрани остацима египатске мудрости, а заправо су били филозофско-мистични текстови из хеленистичког раздобља. 
Култ, с временом, сједињеног Тота/Хермеса славио се у староегипатском храму у Хермополису. Фигура Хермеса Трисмегиста може се наћи и у исламским и у бахаистичким списима. У овим традицијама, Хермес Трисмегист је био повезан са пророком Идрисом.

## Порекло и особине
Ново божанство познато под именом Хермес Трисмегистос настало је као производ грчких колониста у Египту (колонија Наукратис) који су свога бога Хермеса поистоветили с Тотом, небеским утемељитељем магије, изумитељем писма и чуваром тајних знања. Такође, уједињени Хермес/Тот сматра се, попут својих делова и заштитником астрологије и алхемије.
Претварање египатског бога Тота у хеленистичко божанство Хермеса Трисмегистоса започело је за време Позног Царства (6. век п. н. е.), међутим тек се од 3. века п. н. е. може пратити историјски развитак култа Хермес-Тота.
С временом је Хермес/Тот хуманизиран и претворен у мистичног краља који је владао 3.226 година и написао 36.525 свитака о природним начелима. Касније је Јамблих смањио ту бројку на 20.000 свитака, Климент из Александрије редуковао ју је на четрдесет и два свитка.

## Херметички списи
Херметички радови прожети су синтезом египатске традиције, грчког новоплатонизма, зороастризма, јудаизма и хришћанства, а што је последица спајања египатске и хеленистичке културе у првим вековима хршћанске ере. Таквих радова било је у прошлости много, али их је доста изгубљено протоком времена, али и због системског уништавања.
Од већег броја херметичких списа приписаних Хермесу Трисмегистосу, сачувало их се тек неколицина на грчком језику и низ фрагмената које су сачували хршћански аутори. Међу најпознатијим текстовима приписаним Хермесу/Тоту, свакако је Корпус Херметикум, као и Асклепије (изворно "Савршена расправа").

## Хермес Трисмегист у исламу
Исламски учењаци су Хермеса Трисмегиста поистоветили с Идрисом који се спомиње у Курану, а надимак Трисмегист погрешно је протумачен као да се односи на три различита лика. Први се изједначавао с Идрисом (Енох у Библији) који је живео пре Потопа. Други је наводно живео у Вавилону и био је Питагорин учитељ, док је трећи живио у хеленистичком Египту.
Многи арапски преводи ранијих херметичких текстова , те многа изворно арапска дела приписивана су Хермесу, кога су сматрали првим учитељем науке и филозофије. Повезивали су га с магијом, алхемијом и астрологијом. Херметичку мисао, а посебно алхемију прихватили су суфијски учитељи.